# Vădeni, Brăila
Vădeni este satul de reședință al comunei cu același nume din județul Brăila, Muntenia, România.
Înainte de 1829 a făcut parte din Raiaua Brăila (Kaza Ibrail) a Imperiului Otoman.